# Czesław Bender
Czesław Bender (ur. 9 września 1943 w Terpinie na Wołyniu, zm. 14 stycznia 2023) – polski samorządowiec, burmistrz Dobrzynia nad Wisłą w latach 1990–2006.

## Życiorys
W trakcie II wojny światowej z rodzicami przeprowadził się do Ostrowitego koło Golubia Dobrzynia, gdzie ukończył szkołę podstawową. Następnie kształcił się w technikum rolnicznym i pracował jako zootechnik w Państwowym Gospodarstwie Rolnym „Chodeczek” oraz agronom w Szafarni.
Po przeprowadzce do Dobrzynia nad Wisłą pracował w służbie rolnej oraz ukończył studia inżynierskie na Akademii Techniczno-Rolniczej w Bydgoszczy. Następnie pracował w Spółdzielni Kółek Rolniczych w Leniach Wielkich, której był również dyrektorem. 
15 czerwca 1988 został naczelnikiem miasta i gminy Dobrzyń nad Wisłą. W pierwszych wyborach samorządowych w 1990 roku został wybrany przez radę miejską na burmistrza Dobrzynia nad Wisłą, pełniąc tę funkcję do 2006 roku. Kandydował również w wyborach samorządowych w 2006 roku, starając się o reelekcję, jednak już w trakcie wyborów wycofał się z powodu choroby (w pierwszej turze nie uzyskał wymaganej większości głosów i wycofał się przed planowaną drugą turą wyborów). 
W latach 1999–2002 był członkiem rady powiatu lipnowskiego i jej wiceprzewodniczącym.
W 2010 roku został wyróżniony tytułem „Zasłużony dla Powiatu Lipnowskiego”. W 2022 roku został uhonorowany Nagrodą imienia Adama Adamandego Kochańskiego.
Zmarł 14 stycznia 2023 roku. Został pochowany na cmentarzu parafialnym w Dobrzyniu nad Wisłą.